# Pierre Bussienne

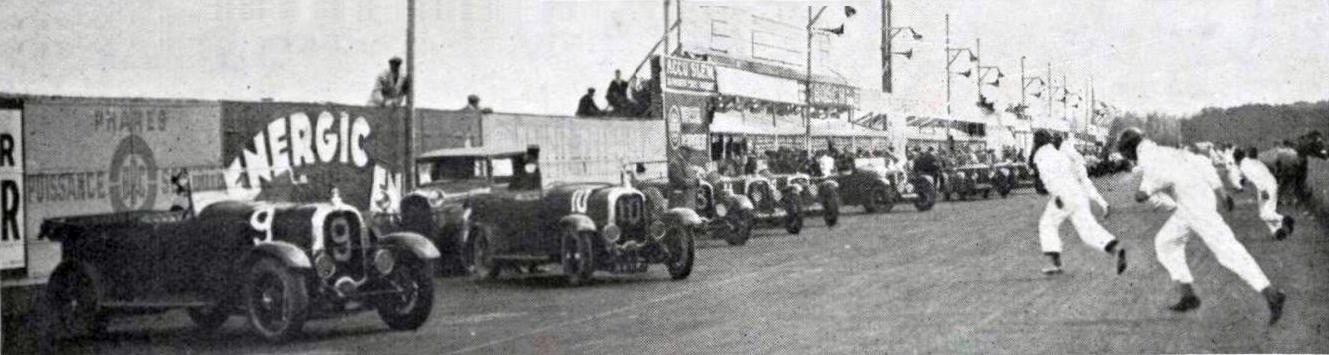
Start zum 24-Stunden-Rennen von Le Mans 1927, das Pierre Bussienne als Gesamtfünfter beendete

Pierre Charles Félix Bussienne (* 11. Oktober 1899 in Paris; † 10. Februar 1973 in Montfermeil) war ein französischer Autorennfahrer.

## Karriere als Rennfahrer
Pierre Bussienne startete in seiner Karriere viermal beim 24-Stunden-Rennen von Le Mans. Er gab sein Debüt 1926 und ging drei Jahre in Folge für das Werksteam von E.H.P. ins Rennen. Sein bestes Ergebnis erreichte er 1927, als er gemeinsam mit Guy Bouriat Gesamtfünfter wurde.
1933 meldete er einen Bugatti T51 beim Großen Preis von Frankreich. Im Rennen, das Giuseppe Campari im Maserati 8C-3000 gewann, fiel er bereits in der fünften Runde nach einem Motorschaden am Bugatti aus.

## Statistik

### Le-Mans-Ergebnisse
| Jahr | Team                          | Fahrzeug         | Teamkollege      | Platzierung | Ausfallgrund |
| ---- | ----------------------------- | ---------------- | ---------------- | ----------- | ------------ |
| 1926 | Etablissements Henri Precioux | E.H.P. Type DS   | Henri de Costier | Rang 8      |              |
| 1927 | Etablissements Henri Precioux | E.H.P. Type DS   | Guy Bouriat      | Rang 5      |              |
| 1928 | Etablissements Henri Precioux | E.H.P. Type DU   | Guy Bouriat      | Rang 14     |              |
| 1933 | Guy Bouriat                   | Bugatti Type 50S | Marie Depret     | Ausfall     | Kühler       |